# 36e division SS
Pour les articles homonymes, voir 36e division.
La 36e Division de Grenadiers à disposition de la SS, en allemand 36. Waffen-Grenadier-Division der SS, est une division de la Waffen-SS durant la Seconde Guerre mondiale, commandée par le SS-Oberführer Oskar Dirlewanger.
Cette division de combat n'a en réalité qu'à peine trois mois d’existence, du 20 février 1945, jusqu’à la capitulation du Reich. Elle est issue d'une simple unité spéciale de la SS, créée au mois de mai 1940. Elle est montée en puissance en passant de bataillon spécial, à régiment, brigade et enfin, à division de combat.
La mission principale de cette unité, mise à part sous la forme de division, est la lutte contre les partisans. Sa création est une demande personnelle du Reichsführer-SS Heinrich Himmler.
La "Dirlewanger", se distingue en effet de toutes les autres unités du Troisième Reich, même des unités Einsatzgruppen. Hormis la réputation d’être l'une des pires unités SS, avec un bilan d'environ 60 000 victimes, sa particularité est d'être composée en intégralité, de son commandant aux hommes de troupes, de condamnés ou de prisonniers de camps de concentration ou de centres de détention militaire.
Les effectifs maximum, de sa création à son anéantissement, sont estimés entre 6 000  à   6 500 soldats, dont 450 volontaires russes. Le 25 avril 1945, à la reddition de l'unité, seuls 40 hommes étaient encore en état de combattre et 634 prisonniers ont été identifiés par les Soviétiques comme appartenant à la division.
Seuls 10 % de ses effectifs ont survécu à la guerre ; la division était à 93 % allemande.
Les informations concernant la division sont assez restreintes et rares, le journal de marche de l'unité n'ayant jamais été retrouvé, seul un travail d'archives croisées peut faire foi.

## Désignations successives
L'unité, qui en quelques années est passée du simple groupe de combat au format de division, à connu plusieurs dénominations, officielle et officieuse. Au moins quatre noms sont inscrits dans les archives d'immatriculation ;
- Février 1941 : SS-Wach-Batalion “Oranienbourg [1] (à ne pas confondre avec la SS-Sonderkommando z.b.V. Oranienburg)
- Septembre 1943 : SS-Regiment „Dirlewanger[2]
- 19 décembre 1944 : SS-Sturmbrigade „Dirlewanger[1]
- 20 février 1945 : 36. Waffen-Grenadier-Division der SS[3]

Avant septembre 1943, l'unité est dénommée comme un simple Sonderkommando der Waffen-SS suivie du nom de son commandant d'unité ou de la ville de garnison où elle est stationnée.
Les dénominations suivantes sans aucune valeur officielle, sont admises, car utilisées par les hommes de troupe ainsi que dans certains courriers :
Sondereinheit ‘‘Dirlewanger’’, Wilddiebkommando ‘‘Oranienburg’’, Sonderkommando ‘‘Dirlewanger’’, SS-Sonderbataillon ‘‘Dirlewanger’’.
P.S.:
Le SS-Wach-Batalion “Oranienbourg”, immatriculé en février 1941 et fusionné le 1er septembre de la même année, avec une compagnie de la SS-Truppenübungsplatzes Debica.
Cette information est à prendre avec prudence. L'unité, selon Christian Ingrao, dans son ouvrage “Les chasseurs noirs - La brigade Dirlewanger”, mentionne que :
“Le commando prit également en charge la surveillance des travaux de construction que les bureaux de Globocnik mirent en œuvre le long de la ligne de démarcation germano-soviétique. (...). Les hommes du commando Dirlewanger firent ainsi partie des équipes qui surveillèrent les détenus,...”
La date d'immatriculation concorde avec les événements cités par l'auteur ; le lieu de garnison diffère. Ingrao écrit que la garde des chantiers s’effectue à Lublin. Les archives d'immatriculation mentionnent que l'unité est affectée à cette période à Dębica. Ce détail est suffisant pour qu'il subsiste un doute concernant le fait que cette unité soit celle de Dirlewanger.

## Historique

### Création
Oskar Dirlewanger est envoyé fin mai 1940 à Oranienbourg pour prendre en charge l'instruction militaire de 80 prisonniers condamnés pour délits cynégétiques. Transférés de toute l'Allemagne, les prisonniers ont été rassemblés, isolés et mis à disposition de l'un des régiments de la SS-Verfügungstruppe. Leur âge moyen est alors de trente ans. À l'issue de l'instruction de deux mois, 55 prisonniers braconniers furent retenus pour intégrer le commando. Les critères de sélection étaient uniquement physiques.
La particularité de cette unité, et cela quelle que soit sa forme (régiment, brigade ou division), est qu'elle est composée à la quasi-totalité de son effectif de prisonniers ou de condamnés. La troupe se compose de prisonniers issus de divers camps de concentration, et les cadres sont eux sous mesures disciplinaires de la Waffen-SS ou de la Wehrmacht et en « mise à l'épreuve » ou en maison d’arrêt militaire. L'unité se démarque aussi par le type de condamnation de ses soldats : braconnage, droit commun, détenus politiques, détenus disciplinaires, meurtriers et même, à la fin de la guerre, des détenus communistes ennemis du parti.[réf. nécessaire]
Le commandant de l'unité, Oskar Dirlewanger lui-même est un ancien détenu condamné pour pédophilie[réf. nécessaire].

### Pologne (septembre 1940-mars 1942)
Fin septembre 1940, la toute jeune unité est envoyée dans le district de Lublin et placée sous le commandement du SSPF (SS- und Polizeiführer) local, alors sous la responsabilité d'Odilo Globocnik, où elle fut renforcée par 20 nouvelles recrues et 4 sous-officiers de la SS, eux-mêmes sous condamnation disciplinaire. L'unité prend le nom officiel de Sondereinheit Oranienburg.
La Sondereinheit reste 18 mois, de fin septembre 1940 à mars 1942 en Pologne, entre le sud-est du pays, la ligne de démarcation germano-soviétique (du moins jusqu'au 21 juin 1941), la ville de Lublin et les environs de Stary Dzików. Outre la mission générale de combat qu'ont toutes les unités militaires, la mission principale de l'unité est la sécurisation du territoire, la lutte anti-partisans, le contrôle de population et la lutte contre le marché noir.
Les premières missions de combat de l'unité sont inconnues, par manque d'archives. Pour Hans Peter Klausch elle a été employée dans des missions de combat contre des francs-tireurs et contre les premiers maquis polonais dans la région de Varsovie. Lors du procès de Nuremberg, Gottlob Berger affirme que l'unité luttait contre les tireurs embusqués et contre les prisonniers de droit commun qui avaient fui Varsovie à la suite de l'invasion. Les hommes mentionnent très peu de combats, essentiellement de la surveillance de la population et de la lutte contre le marché noir. L'absence de pertes semble confirmer la quasi-absence de combats.
Pendant cette période polonaise, dont il existe peu d'archives, de rapports ou de témoignages, la Sondereinheit ne déplore aucune perte au combat. L'unité présente déjà une mauvaise réputation auprès des forces de police, en raison de multiples infractions, désordres, extorsions et escroqueries. Dirlewanger et Berger s'opposent aux mesures judiciaires SS et c'est Friedrich-Wilhelm Krüger le chef supérieur de la SS et de la Police dans le Gouvernement général de Pologne qui exige le départ de l'unité. Celle-ci reçoit son ordre de marche à la fin du mois de janvier 1942.

### Période biélorusse (février 1942-juillet 1944)
Début janvier 1942, étant visée par une procédure disciplinaire, l'unité est déplacée, sur ordre du Reichsführer-SS, vers un théâtre d'opérations un peu moins serein que le précédent, où elle est utilisée pour sa mission principale : la lutte anti-partisans. C'est dans les forêts et marais de la Biélorussie, à Moguilev, sous commandement de l'état-major de Heinrich Himmler, et rattachée provisoirement aux brigades de cavalerie SS, que la Sondereinheit gagnera sa triste réputation de pire unité SS de la Seconde guerre mondiale.
À l'été 1941, des milliers de soldats soviétiques se sont retrouvés en arrière des lignes allemandes car dépassés par les percées. Ils se réfugient dans les forêts et s'assurent de leur subsistance. Ils se contentent de survivre et ne prévoient initialement aucune action contre les Allemands. Au début de l'année 1942, les Soviétiques commencèrent un patient travail de coordination, d'organisation et d'unification du commandement de ces troupes et les actions de guérillas s’intensifièrent. Le Siège centrale du mouvement partisan (en) de Moscou estime à cette époque qu'il y a environ 23 000 partisans.
Face à cette nouvelle stratégie de Moscou, de reconnaître les partisans comme une armée à l’intérieur des territoires conquis, et aux dangers que cela représente pour les troupes arrières allemandes, les forces de police et la SS modifient leur stratégie ; elles commencent à organiser de grandes opérations de ratissage.
Le commando spécial de Dirlewanger participe à 27 grandes opérations de ratissage, et à une quantité non négligeable de « petites opérations » menées aux abords de son cantonnement à Moguilev et en janvier 1943 aux abords de sa nouvelle affectation, la ville de Lahoisk.
Le journal de marche de l'unité n'ayant jamais été retrouvé, le nombre exact d'opérations effectuées par le commando est inconnu : sans doute une cinquantaine[réf. nécessaire].

#### Opération“Bamberg”
La Sondereinheit Oranienburg subit son baptême du feu dans le cadre de la participation à l'opération Bamberg, au début du mois de mars 1942, en prenant d'assaut trois camps retranchés de partisans à Ossipowitchi, Klitschev et Tscherwakov. Il change de nom et se fait appeler Sondekommando-SS “Dirlewanger”. Le bilan de cette première opération se solde par 4 396 victimes et à 6 morts côté allemand. L'unité travaille avec deux divisions d'infanterie de la Wehrmacht, une division de l'Armée Bernolák (de), de l'État slovaque, et le 315e bataillon de police.
Le commando connaît ses premiers morts au combat dans la troisième semaine du mois de mai 1942, 3 soldats sont tués sur l'axe routier Mogilev-Minsk. L'unité effectue donc une opération de représailles. Le commando est engagé quelques jours plus tard dans une opération conjointe avec l'Einsatzkommando 8, dans la zone Moguilev-Bobrouïsk-Berezino, également opération de représailles.

#### Opération‘‘Maikäfer’’
Cette action se déroule du 30 juin au 15 juillet 1942,. L'unité n'y participe que partiellement, en intervenant à partir du 9 juillet pour renforcer les effectifs de la 203e division de sécurité (203. Sicherungs-Division) chargée de l'opération. La division doit traiter les zones des districts de Klitchaw, Kirawsk et Bykhov. L'officier chargé des opérations sur le terrain est le commandant d'unité du 608e régiment. Les forces allemandes en présence sont :
- 608e régiment de sécurisation, unité divisionnaire à trois bataillons de quatre compagnies pour un effectif théorique de 2 638[11] soldats (608. Sicherungs-Regiment[12]/203. Sicherungs-Division[10]), (I. 1-4, II. 5-8, III. 9-12).
- 286e bataillon de sécurisation de la 444e division de sécurisation, bataillon à cinq compagnies de 1 000 auxilliaires russes[13] (286. Sicherungs-Batalion[14]/444. Sicherungs-Division[15]), ce bataillon deviendra au mois d'août 1942 le 286e bataillon d'auxiliaires volontaires (286. Hilfswilligen(Hiwi)-Batalion[16]).
- Bataillon Spécial “Dirlewanger” de la SS pour un effectif de 635 soldats (185 Allemands et 450 hiwis) (SS-Sonderbatalion Dirlewanger).
- Bataillon de combat “Beresina” du Groupe d'armées Centre, bataillon à 4 compagnies de 828[17] soldats (Ost-Kampf-Batalion Beresina[18]/Heeresgruppe Mitte)
- Bataillon “Dniepr”, bataillon à 4 compagnies de 828[19] soldats (Ost-Batalion Dniepr[20])
- et une formation de police auxiliaire non identifiée, très certainement des hiwis, environ 250 hommes

Ce qui représente une force allemande de plus ou moins de 6 179 soldats (les effectifs du 286e Bataillon de Sécurité et du bataillon “Dirlewanger” sont fiables, les autres ont été calculés selon le Kriegsstärkenachweisung (Kstn) du type 1939 en vigueur).
Les Allemands font face à plusieurs unités soviétiques :
- 152e Détachement de Partisans (commandant - M.D. Gritsan, commissaire - M.F. Miranovich)
- 277e Détachement de Partisans (commandant - S.A. Mazur, commissaire - I.Z. Izokh)
- 278e Détachement de Partisans (commandant - N.I. Book, commissaire - A.N. Latyshev)
- 537e Détachement de Partisans (commandant - S.I. Svirid, commissaire - G.L. Komar)
- 760e Détachement de Partisans (commandant - G.I. Perestenko, commissaire - V.M. Mikhailov)
- 208e Détachement Staline (commandant - V.I. Nichiporovich, commissaire - K.M. Yakovlev)
- 620e Détachement Chapaeva (commandant - M.S. Mikholap, commissaire - G.A. Khramovich)

Les Soviétiques alignent sept détachements de partisans pour un effectif total d'environ 1 700 hommes.
Les forces allemandes ont été divisées en trois groupes, le Sonderbatalion faisant partie du troisième détachement, a reçu pour mission de nettoyer la localité de Voyevichi. Mais celui-ci n'est pas immédiatement impliqué dans l'opération. En effet, du 30 juin au 5 juillet 1942, il est engagé dans plusieurs ‘‘opérations de nettoyage’’ dans les régions de Klitchaw, Berezinsky et Moguilev. Une fois leurs missions annexes accomplies, la troupe a été transférée près de Voyevichi, du 1er au 10 juillet. L'unité est placée en tête de son groupe de choc. C'est à cette occasion, le 9 juillet, qu' Oskar Dirlewanger est blessé en recevant une balle dans le bras. Le Sonderbatalion aura eu le temps d'incendier les villages de Gribova Sloboda, Golynka, Duleby et Trebolye.
L'ensemble de l'opération est considéré comme un échec par les Allemands en matière de lutte anti-partisans. Les pertes sont relativement élevées, autant en hommes qu'en matériel. On estime à environ 300, le nombre de morts coté allemand.
Les résultats de cette opération sont importants. Ils déterminent le changement de la stratégie allemande. Dorénavant, les unités allemandes s'efforcent de détruire systématiquement tout ce qui peut apporter une aide aux partisans. Les villages seront incendiés, les ressources seront pillées et la population locale exterminée.
Avec cette méthode, les Allemands évitent la plupart du temps l'affrontement armé avec des unités de partisans bien armés et réduisent de façon significative leurs pertes aux combats.

#### Opération «Adler»
Le Sonderbatalion participe, du 20 juillet au 7 août 1942, à l'« Opération Adler », c'est une action conjointe de la Wehrmacht, le Reichsführung SS et l'Ordnungspolizei, les 203e et 286e Divisions de Sécurité (203. Sicherungs-Division) (286. Sichreungs-Division) sont chargés de la coordination sur le terrain. Le contingent est divisé en quatre groupes tactiques :

##### Premier groupe dirigé parReichsführung SSetl'Ordnungspolizei
- 11e Bataillons de Réserve de la Police 2e Regiment, pour un effectif théorique de 631[26] soldats (11. Reserve-Polizei-Batalion/2. Polizei-Regiment)
- 13e Bataillons de Réserve de la Police du 2e Regiment, pour un effectif théorique de 631 soldats (13. Reserve-Polizei-Batalion/2. Polizei-Regiment)
- 22e Bataillon de Police du 2e Regiment, pour un effectif théorique de 828 soldats (22. Polizei-Batalion/2. Polizei-Regiment)
- Bataillon Spécial Dirlewanger de la SS, pour un effectif de 750 soldats (Sonderbatalion Dirlewanger)
- Commando d'Intervention Spécial no 8 (Einsatzkommando 8)

##### Deuxième groupe dirigé par la203eDivision de Sécurité
- 473e Bataillon de Sécurité du 613e Régiment, pour un effectif théorique de 828 soldats (473. Sicherungs-Batalion/613. Sich.-Rgt./203. Sich.-Div.) (commandant - Major Mund)
- 642e Bataillon de Sécurité du 608e Regiment, pour un effectif théorique de 828 soldats (642. Sicherungs-Batalion/608. Sich.-Rgt./203. Sich.-Div.)
- Bataillon “Dniepr”, pour un effectif théorique de 828 soldats (Ost-Batalion Dniepr[20])
- 8e Batterie Légère du Groupe d'Artillerie Smolensk, pour un effectif théorique de 267 soldats (8./Artillerie-Abteilung Smolensk)
- Groupe de Police Secrète (Geheime Feldpolizei)

##### Troisième groupe dirigé par la286eDivision de Sécurité
- 134e Bataillon de Police (134. Polizei-Batalion/286. Sicherungs-Division)
- 452e Bataillon de Sécurité du 61e Régiment, bataillon à 8 compagnies (452. Sicherungs-Batalion/61. Sich.-Rgt/286. Sich.-Div.)
- 102e Bataillon de Cosaque (commandant - major Ivan Nikititch Kononov).
- 9e Batterie Légère du Groupe d'Artillerie Smolensk (9./Artillerie-Abteilung Smolensk)

Quatrième groupe de réserve :
- 614e Batterie du 769e Groupe de Défense Anti-Aérienne Légère de Réserve (614./769. leichte Reserve-Flak-Abteilung)
- 7258e Batterie du 715e Groupe de Défense Anti-Aérienne Légère de Réserve (7258./715. leichte Reserve-Flak-Abteilung)
- Unité de Commandement du 35e Régiment de Défense Anti-Aérienne de la 12e Division (Stab./35. Flak-Regiment/12. Flak-Division)
- Bataillon Volga de la Russischen Befreiungsarmee (R.O.A).

La couverture aérienne assurée par le 51e Escadron de Bombardiers ‘‘Edelweiss’’ de Bobruisk (Kampfgeschwader 51 "Edelweiss") et quatre bombardiers du 1er Escadron de Bombardiers, stationnés à Stary Bykhov. Le secteur d'opération se trouve dans les régions de Bialynitchy, Berazino, Stary Bykhov, Klitchaw et Bialynitchy, selon le renseignement allemand, le secteur regroupe de 2 000 à 5 000 partisans.

##### Forces soviétiques
Les Soviétiques alignent treize détachements de partisans pour un effectif réel de 4 000 combattants :
- 61e Détachement (commandant - G.K. Pavlov, commissaire - A.A. Khatchatryan) ;
- 113e Détachement (commandant - K.M. Belooussov, commissaire - Z.P. Talonov) ;
- 121e Détachement (commandant - M.I. Abramov, commissaire - O.M. Kassaïev) ;
- 128e Détachement (commandant - V.P. Svistounov, commissaire - M.F. Speranski) ;
- 208e Détachement (commandant - V.I. Nitchiporovitch, commissaire - K.M. Iakovlev) ;
- 210e Détachement (commandant - N.F. Korolev, commissaire - A.V. Chpenok) ;
- 277e Détachement (commandant - S.A. Mazour, commissaire - I.Z. Izokh) ;
- 278e Détachement (commandant - N.I. Book, commissaire - A.N. Latychev) ;
- 537e Détachement (commandant - S.I. Svirid, commissaire - G.L. Komar) ;
- 600e Détachement (commandant - N.D. Averianov, commissaire - V.T. Nekrassov) ;
- 620e Détachement (commandant - M.S. Mikholap, commissaire - G.A. Khramovitch) ;
- 752e Détachement (commandant - V.I. Liventsev, commissaire - D.A. Lepechkine) ;
- 760e Détachement (commandant - G.I. Perestenko, commissaire - V.M. Mikhaïlov).

Les Russes disposent pour leur défense de canons de campagne légers, de canons anti-char, de mitrailleuses lourdes et légères, de carabines automatiques et de fusils.
Le premier groupe de combat “Bukhman”[Quoi ?]
L'opération se solde par l'élimination de 1 381 partisans, contre 27 morts et 64 blessés côté allemand.

#### Opération“Greif”
Du 14 au 20 août 1942 l'unité participe à l'‘‘Opération Greif’’, entre Orscha et Vitebsk, jumelé avec une division SS, deux régiments de police et un bataillon de la L.V.F (I.Infanterie-Batalion / 638. Franzosiches-Infanterie-Regiment). Le bilan de cette opération est de 796 victimes et 26 soldats morts.
S'ensuit l'‘‘Opération Sumpffieber’’, plus connue sous le nom de “Fièvre des Marais”, qui dure pendant presque un mois du 22 août au 21 septembre 1942, qui se déroule sur tout le commissariat général. La participation en tant que telle à cette action de ratissage n'est attesté par aucune source, cela dit les actions systématiques de ratissage du Sonderkommando, opérant le long de la voie ferrée de Moguilev à Babrouïsk ont pu être coordonné dans le cadre de l'opération, sans que cela apparaisse dans les comptes rendus d'action.

#### Opération“Karlsbad”
Cette action se déroule du 8 au 15 octobre 1942 dans un secteur qui va de la ville de Moguilev à celle de Borrisow, l'unité est subordonnée à la 1. SS-Brigade Reichführer SS. Sont impliqués dans l'action les 1er, 2e et 3e Bataillon des 8e et 10e Régiment d'Infanterie SS de la 1re Brigade d'Infanterie SS Motorisé (I., II., III. / 8. SS-Infanterie-Regiment – I., II., III. / 10. SS-Infanterie-Regiment – 1. SS-Brigade Reichführer SS), les 1er, 2e et 3e Bataillon du 14e Régiment de Police de la SS (I., II., III. / 14. SS-Polizei-Regiment), une unité de commandement du Einsatzgruppe B (SD Stab), le 255e Bataillon de Sécurité de Volontaire Lituanien (255. Litauisches-Schutze-Bataillon), le 1er  Bataillon du 638e Régiment d'Infanterie de Volontaires Français (I.Infanterie-Batalion / 638. Franzosiches-Infanterie-Regiment), le 102e Escadron de Cavalerie de Cosaques (102. Kosaken-Abteilung) et une Batterie Spéciale de Volontaires (Fremdvölk.Batterie Z.b.V). Le poste de commandement du commando se trouve à Deniesowitschi. Son objectif, à partir du 12 au 13 octobre, est de traiter les villes suivant cet axe de progression; Linie Kupienka, Pyschstschje, Kuanija, Gamosstotschje, Barouki, Stolpy et Gibailowitschi, et ainsi faire jonction avec des éléments du 1er Bataillon du 638.-I.R à Olechanez le 13 octobre.Le bilan de cette opération est de 1 051 victimes et de 24 soldats morts.

#### Opération“Lenz Süd”
L'“Opération Lenz Süd'” se déroule du 30 mars au 7 avril 1943 dans le secteur autour des villes Borrisow, Sloboda, Smolewitschi, dans le cadre du  Kampfgruppe Von Gottberg, participe à l'opération les 2e et 13e Regiments de Police de la SS (2. SS-Polizei-Regiment– 13. SS-Polizei-Regiment) et le 1er Bataillon du 23e Regiment de Police de la SS (I./23. SS-Polizei-Regiment)
- Regatta
- Franz :
- Erntefest 1 : du 18 au 28 janvier 1943, dans le secteur de Tcherven et Assipovitchy, pour un bilan de 1 228 victimes et 7 soldats morts.
- Erntefest 2 : du 18 janvier au 9 fevrier 1943, dans le secteur de Sloutsk et Kapyl, pour un bilan de 2 325 victimes et 6 soldats morts.
- Hornung :
- Zauberflöte :
- Draufgänger 1 : du 1er au 10 mai 1943, dans le secteur de Rudnja et Manyly, pour un bilan de 680 victimes.
- Draufgänger 2 :
- Cottbus : du 20 mai au 23 juin 1943, dans le secteur de Lepiel et Begomel, pour un bilan de 11 796 victimes et 128 soldats morts.
- Günter : du 24 juin au 14 juillet 1943, dans le secteur de Woloszyn et Lagoisk, pour un bilan de 3 393 victimes.

## Liste des commandants successifs
| Début      | Fin            | Grade               | Nom                    |
| ---------- | -------------- | ------------------- | ---------------------- |
| 1940       | Février 1945   | SS-Oberführer       | Oskar Paul Dirlewanger |
| Aout 1942  | Septembre 1942 | SS-Hauptsturmführer | Meyer-Mahrndorff       |
| Octobre 42 | Février 1945   | SS-Oberführer       | Oskar Paul Dirlewanger |
| Mars 1945  | Mai 1945       | SS-Brigadeführer    | Fritz Schedes          |

## Ordre de marche

### SS-Sonderbatalion Dirlewanger
| Unité                    | Date    | Effectif réel |
| ------------------------ | ------- | ------------- |
| Stab-Battalion           | 06/1942 | 25            |
| 1. Infanterie-Kompanie   | 06/1942 | 80            |
| ⇒ 1. Infanterie-Kompanie | 09/1942 | 195           |
| 2. russische Kompanie    | 06/1942 | 150           |
| 3. russische Kompanie    | 06/1942 | 150           |
| 4. russische Kompanie    | 06/1942 | 150           |
| Leichte Artillerie       | 06/1942 | 40            |
| Motorradfahrerzug        | 06/1942 | 40            |

### SS-Regiment Dirlewanger
| Unité                     | Date | Effectif théorique | Effectifs réel |
| ------------------------- | ---- | ------------------ | -------------- |
| I. SS-Infanterie-Batalion |      |                    |                |
| - 1. Infanterie-Kompanie  |      |                    |                |
| - 2. Infanterie-Kompanie  |      |                    |                |
| - 3. Infanterie-Kompanie  |      |                    |                |
| - 4. Infanterie-Kompanie  |      |                    |                |
| - 5. Infanterie-Kompanie  |      |                    |                |

### 36. Waffen-Grenadier-Division der SS
| Unité                                             | Date | Effectif théorique | Effectif réel |
| ------------------------------------------------- | ---- | ------------------ | ------------- |
| 1. Panzer-Abteilung                               |      |                    |               |
| - Division Stab                                   |      |                    |               |
| - 1. Sturmgeschütz-Kompanie                       |      |                    |               |
| - 2. Sturmgeschütz-Kompanie                       |      |                    |               |
| 72. Waffen-Grenadier-Regiment der SS              |      |                    |               |
| I. Infanterie-Batalion                            |      |                    |               |
| - 1. Infanterie-Kompanie                          |      |                    |               |
| - 2. Infanterie-Kompanie                          |      |                    |               |
| - 3. Infanterie-Kompanie                          |      |                    |               |
| - 4. Infanterie-Kompanie                          |      |                    |               |
| II. Infanterie-Batalion                           |      |                    |               |
| - 5. Infanterie-Kompanie                          |      |                    |               |
| - 6. Infanterie-Kompanie                          |      |                    |               |
| - 7. Infanterie-Kompanie                          |      |                    |               |
| - 8. Infanterie-Kompanie                          |      |                    |               |
| III. Infanterie-Batalion                          |      |                    |               |
| - 9. Infanterie-Kompanie                          |      |                    |               |
| - 10. Infanterie-Kompanie                         |      |                    |               |
| - 11. Infanterie-Kompanie                         |      |                    |               |
| - 12. Infanterie-Kompanie                         |      |                    |               |
| 73. Waffen-Grenadier-Regiment der SS              |      |                    |               |
| I. Infanterie-Batalion                            |      |                    |               |
| II. Infanterie-Batalion                           |      |                    |               |
| III. Infanterie-Batalion                          |      |                    |               |
| Gemischte-Kompanie                                |      |                    |               |
| I. Lechte-Batterie                                |      |                    |               |
| II. Lechte-Batterie                               |      |                    |               |
| 1244. Grenadier-Regiment                          |      |                    |               |
| I. Infanterie-Batalion                            |      |                    |               |
| - 1. Infanterie-Kompanie                          |      |                    |               |
| - 2. Infanterie-Kompanie                          |      |                    |               |
| - 3. Infanterie-Kompanie                          |      |                    |               |
| - 4. Infanterie-Kompanie                          |      |                    |               |
| II. Infanterie-Batalion                           |      |                    |               |
| - 5. Infanterie-Kompanie                          |      |                    |               |
| - 6. Infanterie-Kompanie                          |      |                    |               |
| - 7. Infanterie-Kompanie                          |      |                    |               |
| - 8. Infanterie-Kompanie                          |      |                    |               |
| - 13. Infanterie-Kompanie                         |      |                    |               |
| - 14. Infanterie-Kompanie                         |      |                    |               |
| 687. Heeres-Pionier-Brigade                       |      |                    |               |
| 681. Schwere Heeres-Panzerjäger-Abteilung (88 mm) |      |                    |               |
| - 1. Kompanie 80 mm                               |      |                    |               |
| - 2. Kompanie 88 mm                               |      |                    |               |

## Opérations et Actions de combat
| Opération               | Type           | Date de début | Date de fin | Régions, Ville  | Drp. | Bilan des victimes | Morts en opération | Prisonniers |
| ----------------------- | -------------- | ------------- | ----------- | --------------- | ---- | ------------------ | ------------------ | ----------- |
| Opération Bamberg       | anti-partisans | 26/03/1942    | 06/04/1942  | Babrouïsk       |      | 4 396              | 2                  |             |
| Opération Maikäfer      | anti-partisans | 30/06/1942    | 15/07/1942  | Moguilev        |      |                    |                    |             |
| Opération Adler         | anti-partisans | 20/07/1942    | 07/08/1942  | Tschetchewitsch |      | 1 381              | 27                 |             |
| Opération Grief         | anti-partisans | 14/08/1942    | 20/08/1942  |                 |      | 796                | 26                 |             |
| Opération Regatta       | anti-partisans | 03/10/1942    | 08/10/1942  | Gorky           |      |                    |                    |             |
| Opération Karlsbad      | anti-partisans | 08/10/1942    | 23/10/1942  | Orsha           |      | 1 051              | 24                 |             |
| Opération Franz         | anti-partisans | 12/11/1942    |             | Tcherwen        |      | 176                | 3                  |             |
| Opération Erntefest 1   | anti-partisans | 18/01/1943    | 28/01/1943  | Tcherwen        |      | 1 228              | 7                  |             |
| Opération Erntefest 2   | anti-partisans | 18/01/1943    | 09/02/1943  | Sloutsk         |      | 2 325              | 37                 |             |
| Opération Hornung       | anti-partisans |               |             |                 |      |                    |                    |             |
| Opération Zauberflöte   | anti-partisans |               |             |                 |      |                    |                    |             |
| Opération Lenz Süd      | anti-partisans | 30/03/1943    | 07/04/1943  | Borrisov        |      |                    |                    |             |
| Opération Draufgänger 1 | anti-partisans |               |             |                 |      |                    |                    |             |
| Opération Draufgänger 2 | anti-partisans | 01/05/1943    | 09/05/1943  | Rudjna          |      | 680                | -                  |             |
| Opération Cottbus       | anti-partisans | 20/05/1943    | 23/06/1943  | Lepel           |      | 11 796             | 128                |             |
| Opération Günter        | anti-partisans | 25/06/1943    | 14/07/1943  | Woloszyn        |      | 3 993              | -                  |             |
| Opération Frühlingfest  | anti-partisans |               |             |                 |      |                    |                    |             |
| Opération Hermann       | anti-partisans |               |             |                 |      |                    |                    |             |

## Crimes de guerre
L'unité a formellement été identifiée dans les opérations ci-dessus. Même si aucune source ne l'indique, elle a pu participer à d'autres exactions, comme l'opération Fièvre des marais, la liquidation du ghetto de Sloutsk et celle du ghetto de Lida.
Après la guerre, peu de membres de l'unité sont inquiétés par les procès de dénazification. D'une part leurs crimes sont moins connus que ceux de la solution finale, d'autre part ils parviennent à nier les faits ou à feindre de ne pas s'en souvenir.